# Vol EgyptAir 990
Le vol EgyptAir 990 est un vol international régulier reliant l'aéroport international de Los Angeles à l'aéroport international du Caire, avec une escale prévue à l'aéroport international de New York - John-F.-Kennedy. Le 31 octobre 1999, le Boeing 767 de la compagnie aérienne EgyptAir assurait la deuxième étape de l'itinéraire prévu lorsqu'il s'écrasa dans l'océan Atlantique, à une centaine de kilomètres au sud de l'île de Nantucket, au large des côtes du Massachusetts.
Les 217 passagers et membres d'équipage à bord ont tous été tués sur le coup, ce qui en fait la pire catastrophe aérienne impliquant un avion d'EgyptAir, ainsi que le deuxième accident aérien le plus meurtrier impliquant un Boeing 767, après celui du vol Lauda Air 004 survenu 8 ans auparavant.
Pour le NTSB, l'hypothèse la plus probable est que cet accident a été sciemment provoqué par le copilote, tandis que les enquêteurs égyptiens se plaignent d'avoir été écartés de l'enquête et n'écartent pas une cause mécanique.

## Détails du vol
Le vol 990 était effectué par un Boeing 767-366ER enregistré sous la référence SU-GAP et baptisé Thoutmosis III du nom d'un pharaon de la 18e dynastie. L'avion, une version allongée et élargie du modèle de base, était le 282e 767 construit. Il a été livré à EgyptAir neuf le 26 septembre 1989.

### Équipage
Le vol avait un équipage de quatorze personnes : dix agents de cabine et quatre navigants. En raison de sa durée, le vol nécessitait deux équipages complets (chacun composé d'un pilote et d'un copilote). EgyptAir avait désigné une équipe comme « l'équipage actif » et l'autre comme « l'équipage de croisière » (parfois appelé aussi « l'équipage de secours »). Il était d'usage que l'équipage actif assure le décollage et les quatre à cinq premières heures du vol de l'avion. L'équipage de croisière assurait ensuite le pilotage de l'avion jusqu'à environ une à deux heures avant l'atterrissage, moment où l'équipage actif retournait dans le cockpit et reprenait les commandes. EgyptAir désignait le capitaine de l'équipage actif « pilote-commandant de bord » ou  commandant de vol. L'équipage actif se composait du commandant de bord Mahmoud El Habashy et du copilote Adel Anwar et l'équipage de croisière du pilote Amal El Sayed et du copilote Gameel Al-Batouti (les rapports du NTSB utilisent l'orthographe "El Batouty").
Alors que l'équipage de croisière était censé prendre les commandes beaucoup plus tard, Batouti proposa à Anwar de le remplacer vingt minutes après le décollage. Anwar commença par refuser puis finalement accepta.

### Passagers
Ce vol transportait 203 passagers originaires de sept pays (Canada, Égypte, Allemagne, Soudan, Syrie, États-Unis et Zimbabwe). Parmi toutes les personnes à bord, 100 étaient américaines, 89 égyptiennes, 22 canadiennes et les autres étaient de nationalités différentes.
La plupart des passagers étaient des Américains âgés qui avaient l'intention de visiter l'Égypte en tant que touristes. Parmi les passagers :
•  quatre membres du personnel d'EgyptAir n'étaient pas enregistrés,
•  32 étaient montés à bord à Los Angeles, tandis que le reste avait embarqué à New York et
•  plus de 30 étaient des officiers de l'armée égyptienne dont deux généraux de brigade, un colonel, un major et quatre autres officiers de l'armée de l'air.
Les journaux égyptiens qui rendirent compte de l'écrasement se virent interdire par la censure de signaler la présence d'officiers dans l'avion.
| Nationalités | Passagers | Equipage | Total |
| ------------ | --------- | -------- | ----- |
| États-Unis   | 100       | 0        | 100   |
| Égypte       | 75        | 14       | 89    |
| Canada       | 22        | 0        | 22    |
| Syrie        | 3         | 0        | 3     |
| Soudan       | 2         | 0        | 2     |
| Allemagne    | 1         | 0        | 1     |
| Zimbabwe     | 1         | 0        | 1     |
| Total        | 203       | 14       | 217   |

## Déroulement du vol

### Suivi par les contrôleurs de trafic aérien (ATC)
Les contrôleurs américains du trafic aérien transatlantique assurent les opérations de contrôle des vols à partir du « Centre de New York » (désigné simplement dans les conversations radio par « Centre » et noté en abrégé dans les rapports "ZNY"). L'espace aérien est divisé en « zones » et la « zone F » est la zone d'espace aérien dans laquelle se trouvait le vol 990. Le trafic aérien transatlantique commercial emprunte un système de routes aériennes appelé North Atlantic Tracks et le vol 990 était le seul avion assigné à voler sur la route Zulu de la North Atlantic Track à ce moment-là. Il y a aussi des secteurs réservés aux militaires au-dessus de l'Atlantique. Ces « zones d'alerte » (Warning Areas), également contrôlées par le Centre de New York, étaient inactives la nuit de l'accident comme le montrent les enregistrements.
Les communications entre ZNY et le vol 990 ont été de simple routine. Après le décollage, l'avion a été suivi par trois contrôleurs différents. Il a grimpé à son altitude de croisière suivant le plan assigné. L'avion, comme tous les avions commerciaux, était équipé d'un transpondeur mode C, qui donne automatiquement l'altitude de l'avion lorsqu'il est interrogé par le radar de l'ATC. À 1 h 44, le transpondeur a indiqué que le vol 990 avait atteint son altitude de croisière au niveau FL330. Trois minutes plus tard, le contrôleur a demandé que le pilote commute ses communications radio pour une meilleure réception. Un membre d'équipage est passé sur la nouvelle fréquence. Ce fut la dernière transmission reçue du vol 990.
Les dossiers des échos radar indiquent alors que l'avion commence une descente brutale, très rapide (les heures ci-dessous sont les heures GMT qui sont en avance de 5 heures sur l'heure normale des États-Unis (HNE), expliquant la différence entre ces références et les autres  commençant par 01) :
- 06:49:53 Z - FL329.
- 06:50:05 Z - FL315
- 06:50:17 Z - FL254
- 06:50:29 Z - FL183 (ce fut le dernier rapport d'altitude reçu par l'ATC).

L'avion a chuté de 14 600 pieds (4 500 m) en 36 secondes. Plusieurs échos radars « primaires » (réflexions radar simple, sans l'information codée d'altitude en mode C) ont été reçus ultérieurement par l'ATC, le dernier étant reçu à 06:52:05. A 06 h 54, le contrôleur ATC a essayé de notifier au vol 990 que le contact radar était perdu : il n'a reçu aucune réponse.
Deux minutes plus tard, le contrôleur contactait l'ARINC pour savoir si le vol 990 avait opté pour une fréquence océanique trop tôt. L'ARINC a tenté de communiquer avec l'avion en SELCAL, sans recevoir aucune réponse. Le contrôleur a alors contacté un avion à proximité, le vol 499 de la Lufthansa, lui demandant de voir s'il pouvait entrer en contact avec le vol 990. Le pilote du transporteur allemand a répondu qu'il n'avait pas de contact radio et ne recevait aucun signal de détresse. Le vol Air France 439 a été invité à survoler la dernière position connue du vol 990, sans rien remarquer d'anormal. Le Centre a fourni les coordonnées de la dernière position connue à l'avion de sauvetage des Coast Guards.

## Chute et crash

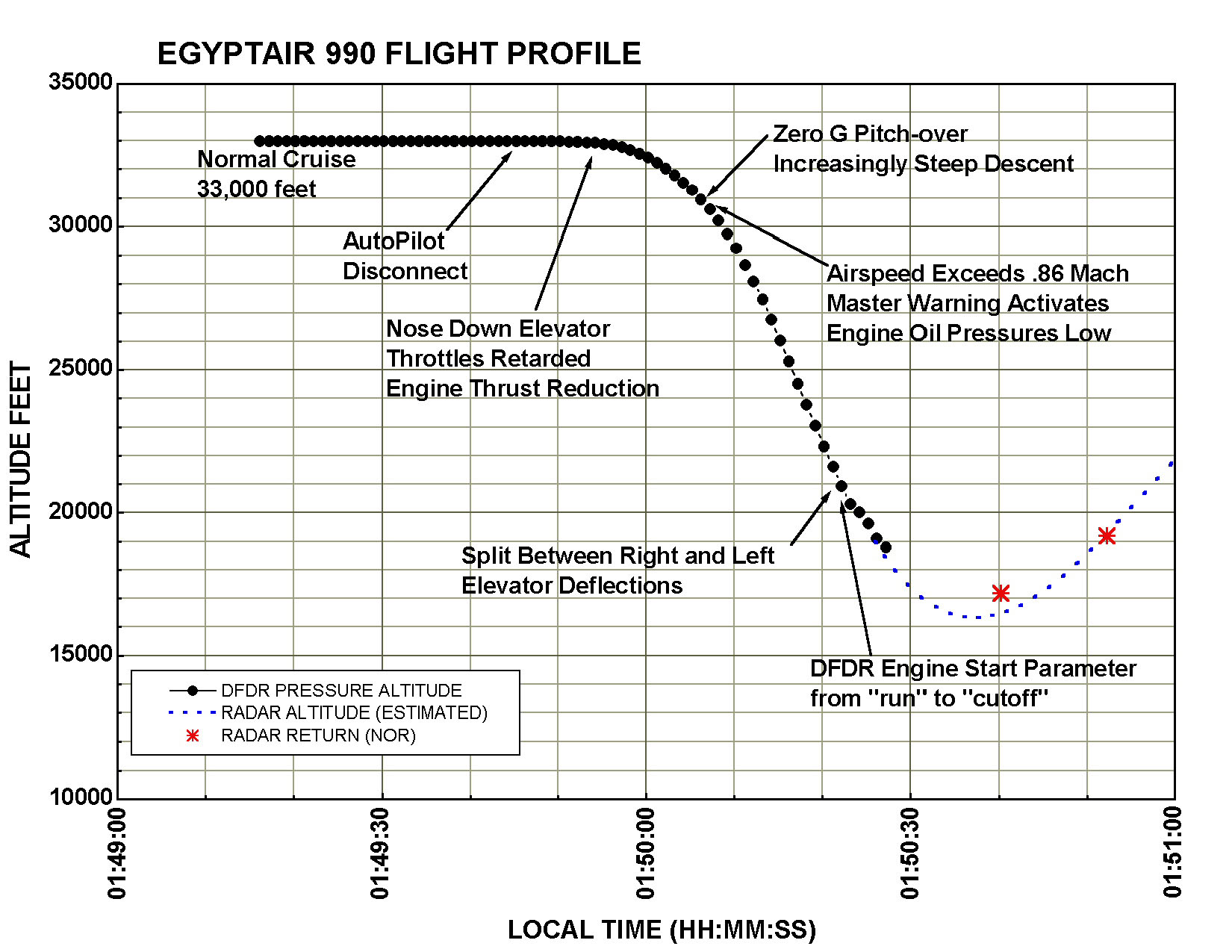
Diagrame indiquant l'attitude du vol 990, à partir du rapport d'enquête du NTSB.

L'analyse des données de vol a révélé que les commandes de vol ont été utilisées pour déplacer les gouvernes de profondeur afin d'amorcer et de continuer une plongée abrupte. Le vol a quitté son altitude assignée de 33 000 pieds (10 000 m) (FL330) pour descendre à 16 000 pieds (4 900 m) en 44 secondes, puis est remonté à 24 000 pieds (7 300 m) avant un dernier plongeon et de frapper l'océan Atlantique environ deux minutes et demie après avoir quitté le niveau FL330. Le contact radar et radio avait été perdu 30 minutes après que l'avion eut décollé de l'aéroport JFK à New York.
L'enregistreur phonique de la boîte noire a enregistré les excuses du pilote pour aller aux toilettes puis, 30 secondes plus tard, le copilote dit une première fois : « Je me confie à Dieu ». Une minute plus tard, le pilote automatique était désactivé et le copilote répète : « Je me confie à Dieu ». Trois secondes plus tard, la manette des gaz était ramenée à zéro et les gouvernes de vol étaient déplacées de trois degrés pour orienter l'avion vers le bas. Le premier officier redit : « Je m'en remets à Dieu » sept fois avant que la voix du pilote ne se refasse soudain entendre pour demander à plusieurs reprises : « Qu'est-ce qui se passe, qu'est-ce ce qui se passe ? » L'enregistreur de données de vol montre que le commandant de bord voulait redresser l'avion, alors que le copilote agissait inversement sur les commandes, pour le faire descendre, les moteurs étant coupés. Le pilote demande ensuite : « Qu'est ce que c'est ? Qu'est-ce que c'est ? Pourquoi avez-vous coupé les moteurs ? » Le copilote ne répond pas. 
À ce moment-là, il n'y avait pas d'autres avions dans la région. Il n'y a eu aucune indication qu'une explosion se soit produite à bord. Les moteurs ont fonctionné normalement pendant tout le vol jusqu'à ce qu'ils soient arrêtés. En raison de la présence d'un paquet de débris à environ 1 200 pieds à l'ouest de la zone principale de débris, le NTSB a conclu que le moteur gauche et quelques petits morceaux de l'avion s'étaient séparés quelques instants avant l'impact sur l'eau.

## Enquête

### Opérations de recherche et de sauvetage
L'avion s'étant écrasé dans les eaux internationales, le gouvernement égyptien avait le droit d'engager ses propres recherches, tentatives de sauvetage et enquête. Ce gouvernement n'ayant pas les ressources pour analyser les restes de l'avion, il demanda aux États-Unis de mener l'enquête. Le gouvernement égyptien signa une lettre formelle cédant la responsabilité de l'enquête sur l'accident aux États-Unis.

Recherche et sauvetage
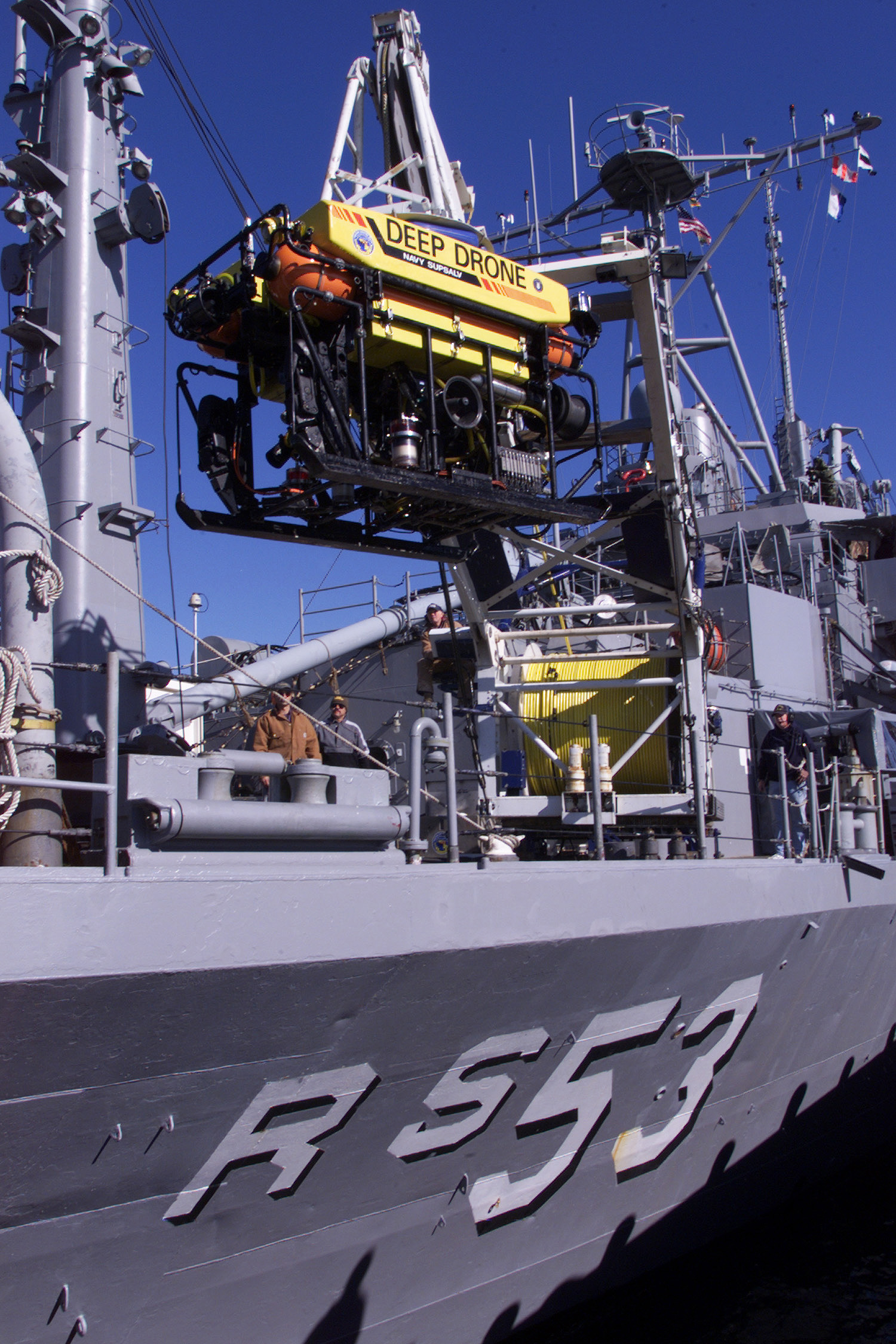
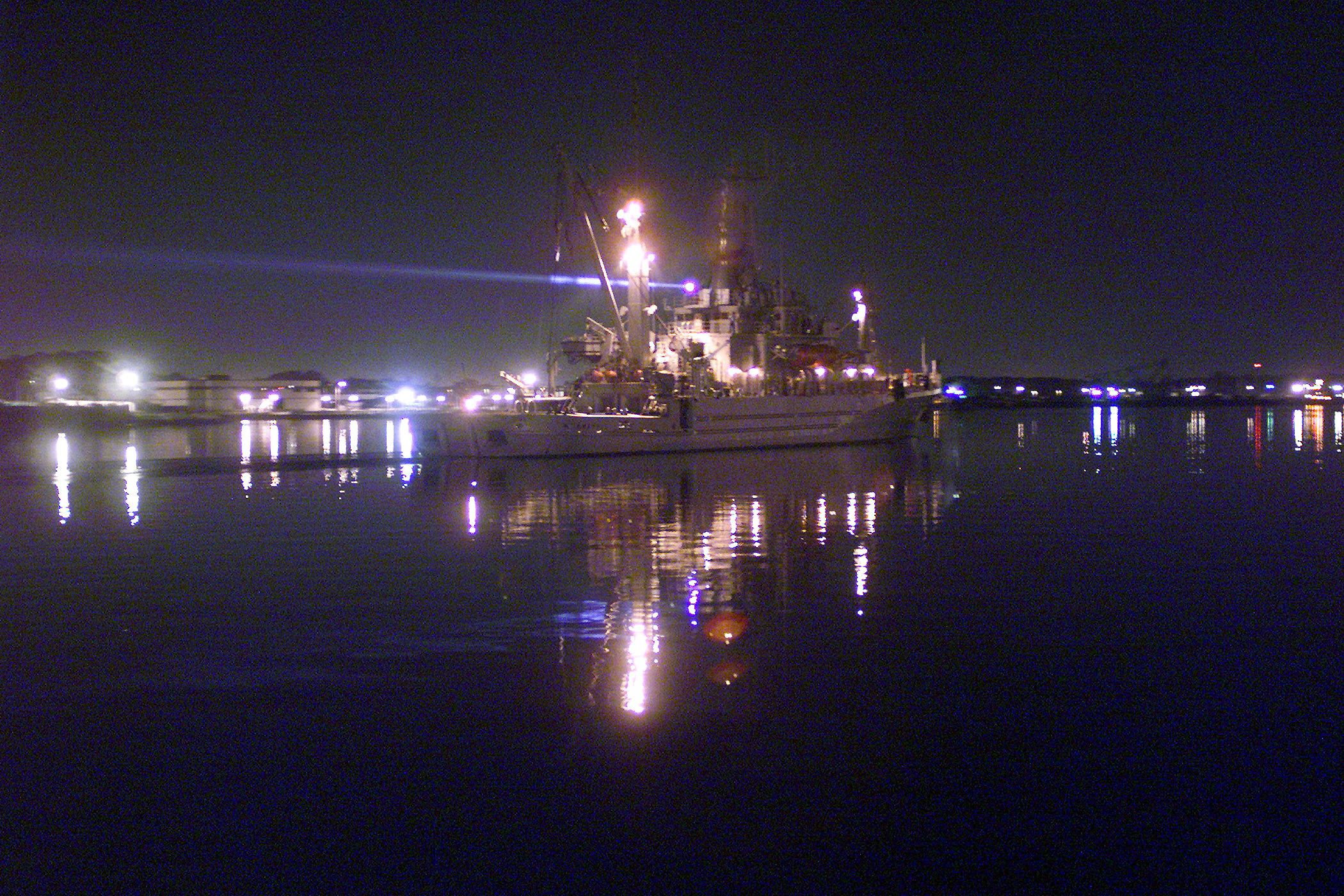

Les opérations de recherche et de sauvetage ont été lancées quelques minutes après la perte du contact radar, la plus grande partie des opérations étant menée par les Coast Guards américains (USCG). À 03 h 00, un HU-25 Falcon décolla de la base aérienne de Cape Cod, pour être la première équipe de sauvetage à atteindre la dernière position connue de l'avion. Tous les navires de l'USCG de la région ont été immédiatement lancés à la recherche de l'avion et un message d'information d'urgence maritime, émis, pour demander aux marins naviguant dans la région d'inspecter le secteur de l'accident.

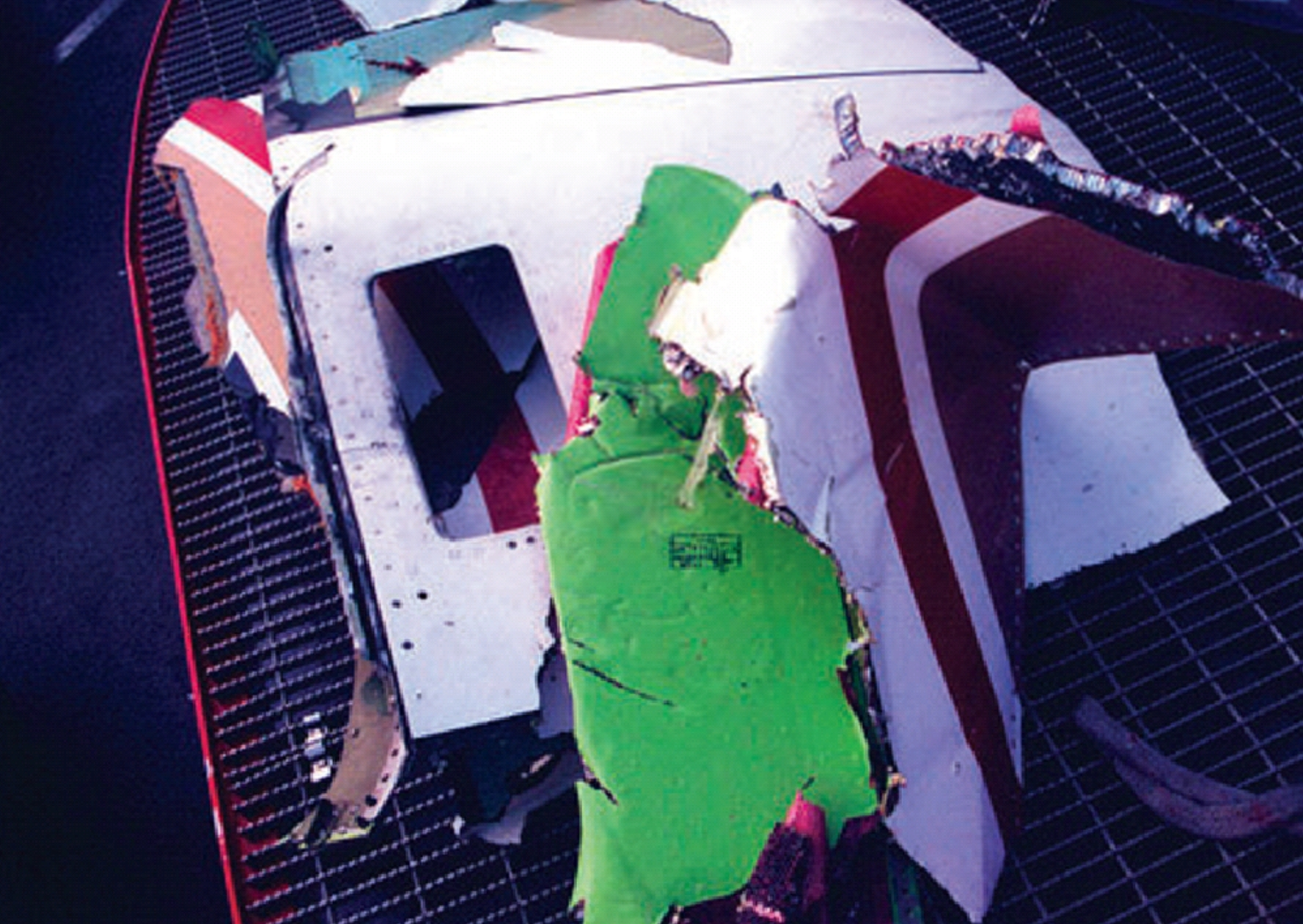
Débris du 767 récupérés en mer, après le crash du vol 990.

Au lever du jour, le navire de formation Kings Pointer de l’US Merchant Marine Academy trouva des traces d'hydrocarbures et quelques petits débris. Les tentatives de sauvetage ont continué par air et par mer, avec un groupe de navires de l'USCG balayant une étendue de 26 000 km2 le 31 octobre avec l'espoir de localiser des survivants. Un corps a été retrouvé dans la zone où se trouvaient les débris. 
L'état-major des forces d'intervention rapide fit dépêcher deux camions chargés de matériel de Fort Dix à Newport pour y mettre en place un poste de commandement. Les fonctionnaires de la Marine et de la National Oceanic and Atmospheric Administration ont été dépêchés pour rejoindre le poste de commandement. L'opération de recherche et de sauvetage a finalement été suspendue le 1er novembre 1999, les embarcations et avions de sauvetage quittant le secteur de recherche.
Ces recherches ont cessé lorsque les navires de guerre USS Grapple et USNS Mohawk et le navire de recherche NOAA Whiting sont arrivés sur place pour prendre en charge les opérations de sauvetage, dont la récupération de la majeure partie de l'épave sur le fond marin, le submersible nucléaire NR-1 fut également engagé. Au total, un avion C-130, un hélicoptère H-60, un avion HU-25 Falcon et les navires Monomoy, Spencer, Reliance, Bainbridge Island, Juniper, Point Highland, Chinook et Hammerhead des Coast Guards avec leurs hélicoptères de soutien, ont participé aux recherches.
Une deuxième tentative de sauvetage a été faite en mars 2000, pour récupérer le deuxième moteur de l'avion et certaines pièces de contrôle du cockpit.

## Les versions des médias
Alors que l'enquête officielle était en cours, les spéculations sur l'accident coururent dans les médias occidentaux et la presse égyptienne.

### Les hypothèses des médias occidentaux
Bien avant que le NTSB n'ait publié son rapport final, les médias occidentaux ont commencé à spéculer sur la signification des conversations enregistrées dans le poste de pilotage et sur les explications possibles (dont le suicide et le terrorisme) pour comprendre le comportement d'Al-Batouti pendant le vol. Les hypothèses étaient fondées en partie sur les fuites d'un enquêteur fédéral anonyme révélant que les propos suivants du membre d'équipage assis dans le siège du copilote avaient été enregistrés : 

« Maintenant, j'ai pris ma décision. Je mets ma foi dans les mains de Dieu. »
Au cours d'une conférence de presse tenue le 19 novembre 1999, Jim Hall, du NTSB, dénonça les spéculations et  déclara qu'elles avaient « fait du tort à l'amitié de longue date entre le peuple des États-Unis d'Amérique et l’Égypte. »
Le 20 novembre 1999, l’Associated Press pria des hauts fonctionnaires américains de confirmer que les propos ne figuraient pas en fait sur la bande. La citation serait due à une erreur de traduction[réf. nécessaire] d'une phrase en arabe égyptien (Tawkalt ala Allah) qui signifie  « Je me fie à Dieu. »
Le London Sunday Times, citant des sources anonymes, émit l'hypothèse que Al-Batouti avait été « traumatisé par la guerre » et était déprimé parce que de nombreux membres de son escadrille de chasse avaient été tués pendant la guerre de 1973.

### Les réactions et hypothèses des médias égyptiens
Les médias égyptiens ont réagi aux accusations portées par la presse occidentale. La société d'État Al Ahram Al Misai qualifia Al-Batouti de « martyr » et le journal islamiste Al Shaab ont couvert l'accident avec  un titre qui déclarait: « L'objectif de l'Amérique est de cacher la vérité en accusant le pilote d'EgyptAir. »
Au moins deux journaux égyptiens, Al Gomhuria et Al-Musawar, supposèrent que l'avion avait été accidentellement abattu par les États-Unis. D'autres théories furent avancées par la presse égyptienne, comme celle, relayée par le journal Al Shaab, qui envisageait un complot conjoint du Mossad et de la CIA (puisque, paraît-il, les équipages d'EgyptAir et d’El Al séjournaient dans le même hôtel à New York). Al Shaab a également accusé les responsables des services secrets américains d'avoir récupéré en secret les boites noires, de les avoir reprogrammées puis remises à l'eau pour les récupérer publiquement.
La presse égyptienne dans son ensemble relaya la forte croyance commune qu'il « était inconcevable qu'un pilote puisse se suicider en faisant s'écraser un avion avec 217 personnes à bord. ». « Il n'est pas possible que quelqu'un qui se suicide puisse aussi tuer tant d'innocents à ses côtés » déclara Ehab William, un chirurgien de l'hôpital anglo-américain du Caire, rapporta le Cairo Times.

## Dans la culture
L'accident a fait l'objet d'un épisode dans la série télé Air Crash nommé « Les secrets de la boîte noire » (saison 3 - épisode 8).
Un chapitre est consacré à ce crash dans le livre "Catastrophes aériennes, les passagers ont le droit de savoir", de Jean-Pierre Otelli aux éditions Altipresse. 